# لاري ر. وليامز
لاري ر. وليامز (بالإنجليزية: Larry R. Williams)‏ هو مستثمر أمريكي، ولد في 6 أكتوبر 1942 في الولايات المتحدة.